# Лемский
Ле́мский — выселок в Юкаменском районе Удмуртии, в составе Шамардановского сельского поселения.

## География
Улицы выселка:
- Заречная

## Население
Численность постоянного населения выселка составляет 15 человек (2007).